# Kamienica przy ulicy Warszawskiej 35 w Katowicach
Kamienica przy ulicy Warszawskiej 35 w Katowicach – zabytkowa kamienica mieszkalno-handlowa, położona przy ulicy Warszawskiej 35 w Katowicach-Śródmieściu. Została ona wybudowana w 1894 roku w stylu neobarokowym i charakteryzuje się bogato udekorowaną fasadą. 

## Historia

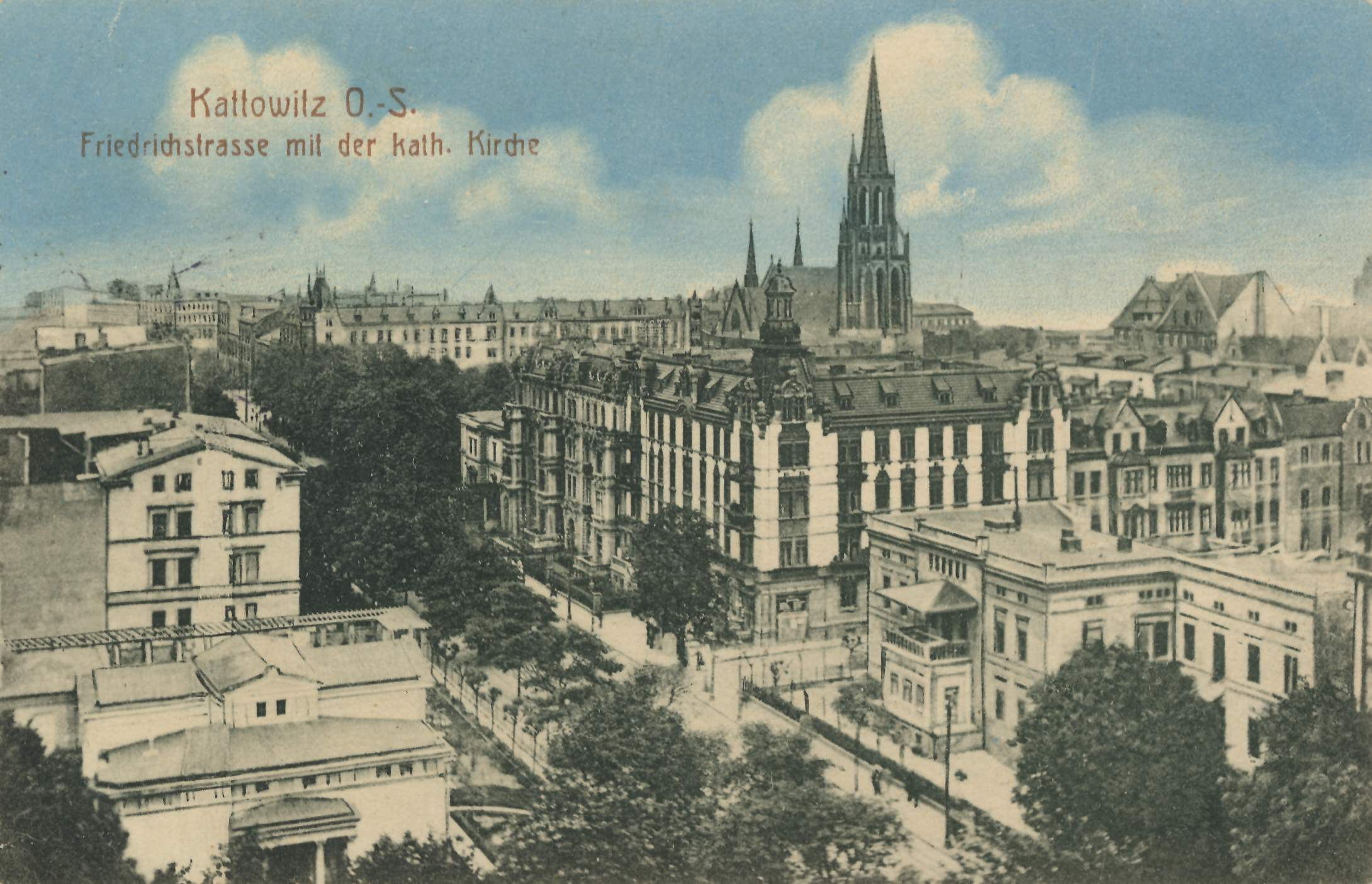
Pocztówka z 1913 roku przedstawiająca fragment obecnej ulicy Warszawskiej; pośrodku znajduje się kamienica pod numerem 35

Kamienica została oddana do użytku w 1894 roku, zaś cztery lata później, w 1898 roku wzniesiono oficynę boczną. W 1935 roku właścicielem budynku przy ówczesnej ulicy Marszałka Józefa Piłsudskiego 35 był Henryk Weinmann. W dniu 31 października 1991 roku budynek wpisano do rejestru zabytków.
Dnia 25 listopada 2008 roku radna Rady Miasta Katowice Ewa Kołodziej złożyła interpelację w sprawie złego stanu technicznego dachu należącej wówczas do miasta kamienicy, a wraz z tym konieczności jego naprawy. W odpowiedzi z 15 grudnia 2008 roku Komunalny Zakład Gospodarki Mieszkaniowej w Katowicach potwierdził konieczność pilnego remontu dachu i obiecał przeprowadzić niezbędne prace.
Pod koniec 2015 roku z kamienicy wyprowadzili się wszyscy dotychczasowi mieszkańcy i od tego czasu budynek stał opuszczony. Przejęciem budynku było zainteresowane Katowickie Towarzystwo Budownictwa Społecznego, lecz wpis kamienicy do rejestru zabytków, jej stan techniczny i związane z tym koszty ewentualnego odnowienia odstąpiło TBS od planów przejęcia zabytku.
W dniu 24 lutego 2020 roku miasto Katowice wystawiło zabytkową kamienicę wraz z oficyną (budynki nr 35, 35a i 35b) na sprzedaż w drodze przetargu. Cena wywoławcza wynosiła wówczas 3,7 mln złotych. Do przetargu, który się odbył 10 września 2020 roku dopuszczono łącznie trzy podmioty, a zespół budynków za kwotę 5,032 mln złotych nabyła spółka Black Pearl Property.
Na początku 2022 roku w systemie REGON był czynne dwa aktywne podmioty gospodarcze z siedzibą przy ulicy Warszawskiej 35. 

## Charakterystyka

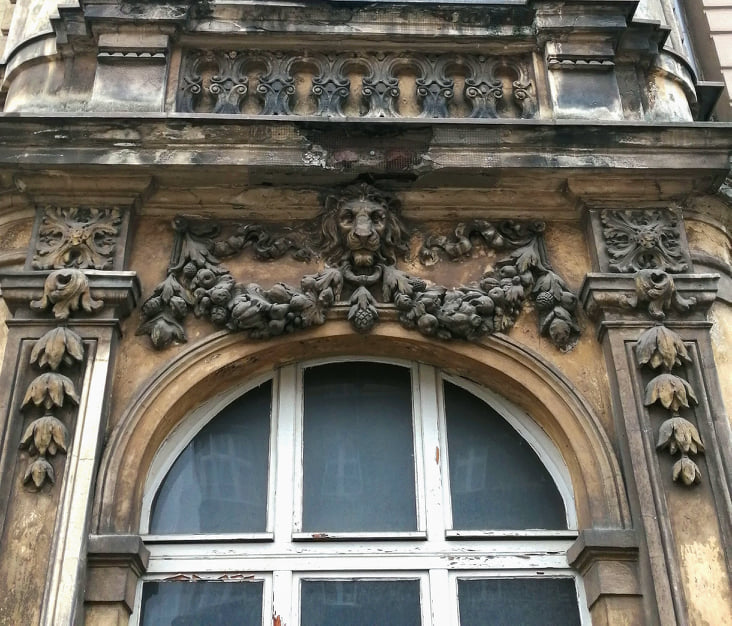
Jeden z ozdobnych naczółków na fasadzie zabytkowej kamienicy (2021)

Zabytkowa kamienica mieszkalno-handlowa położona jest przy ulicy Warszawskiej 35 w katowickiej dzielnicy Śródmieście. 
Jest ona wybudowana w stylu neobarokowym, na rzucie w kształcie prostokąta, pokryta dachem półmansardowym. Powierzchnia użytkowa budynku wynosi 1795,73 m², zaś powierzchnia zabudowy 280 m². Kamienica posiada cztery kondygnacje nadziemne, użytkowe poddasze oraz podpiwniczenie.
Fasada kamienicy posiada bogatą dekorację sztukatorską. Na jej dwóch skrajnych osiach znajdują się ryzality, które na wysokości czwartej kondygnacji zwieńczono płytą balkonową, na których urządzono balkony. Nad nimi znajdują się ściany szczytowe w formie bogato zdobionych lukarn, wzbogaconych m.in. w nawiązujące architektonicznie do stylu barokowego esownice. Lukarny te mają formę połączonych trapezów, zaś okna w lukarnach zwieńczone są naczółkami z kartuszami.
Nad bramą wjazdową do kamienicy znajdują się różnego rodzaju zdobienia, m.in. motywy roślinne czy też głowa znajdująca się na tle muszli. Na elewacji widnieje także inskrypcja z datą: „1894”.
Kamienica jest wpisana do rejestru zabytków pod współczesnym numerem  A/722/2020 – granice ochrony obejmują działkę, na której stoi budynek. Budynek wpisany jest także do gminnej ewidencji zabytków miasta Katowice. 